# American Gangster
 For alternative betydninger, se American Gangster (flertydig). (Se også artikler, som begynder med American Gangster)
American Gangster er en amerikansk gangsterfilm fra 2007 instrueret af Ridley Scott. Filmens handling er baseret på de virkelige begivenheder omkring gangsteren Frank Lucas (spillet af Denzel Washington) og narkobetjenten Richie Roberts (spillet af Russell Crowe) i perioden fra 1960'erne og frem til begyndelsen af 1990'erne.

## Medvirkende
- Denzel Washington
- Russell Crowe
- John Ortiz
- Lymari Nadal
- Chiwetel Ejiofor
- Josh Brolin
- Ted Levine
- RZA
- Ruby Dee
- Armand Assante
- Cuba Gooding Jr.
- Roger Guenveur Smith
- Carla Gugino
- Idris Elba
- Jon Polito
- Roger Bart
- Clarence Williams III